# Siren (альбом Roxy Music)
Siren (рус. «Сирена») — пятый студийный альбом рок-группы Roxy Music, изданный в 1975 году лейблом Island в Великобритании, в США — Atco.
В 2003 году он вошёл в список 500 величайших альбомов всех времён по версии журнала Rolling Stone на 371-м месте.

## Об альбоме
Брайан Ферри вернул к работе над диском Siren Криса Томаса, до возвращения которого над предыдущим альбомом, Country Life, работал Джон Пюнтер. Впервые в написании композиции альбома участвовал Эдди Джобсон, выступивший в качестве соавтора «She Sells».
Фотография для обложки альбома создана на острове Саут-Стак, что в Уэльсе, чуть ниже главного пролёта моста. В один день Брайан Ферри, дизайнер фотографии Энтони Прайс и Джерри Холл решили снять фото для обложки Siren, выбрав место возле маяка на Саут-Стак. В августе, когда команда уже собиралась делать снимок, выбранный пейзаж изменился, поэтому участники фотосессии решили работать над снимком на фоне голубого моря. Хотя обложка была сделана в голубом цвете, но сохранились и те фотографии, на которых снимок выполнен в зелёном цвете.
Первым синглом стала композиция «Love Is the Drug», изданная 29 сентября 1975 года. В Великобритании она заняла второе место, уступив первую строчку переизданному треку Дэвида Боуи «Space Oddity», а в США попала на тридцатую строчку чарта Billboard Hot 100.

Вторым синглом стала песня «Both Ends Burning», выпущенная в декабре 1975 года.
Критики положительно оценили альбом. AllMusic сообщил о том, первая композиция диска, «Love Is the Drug», записанная под влиянием «диско», показывает слушателям, что Siren содержит в себе элементы танцевальной музыки и «наглого» попа. Автор рецензии, Стивен Томас Эрлевайн, отметил, что качество песен по сравнению с предыдущим альбомом оставляет желать лучшего, хотя всё-таки и назвал треки «Sentimental Fool», «Both Ends Burning», «Just Another High» лучшими в нём.
Как и AllMusic, так и журнал Rolling Stone поставил ему пять звёзд из пяти. Pitchfork поставил ему оценку 8,7 из 10.
Помимо критики, сам Брайан Ферри назвал альбом лучшим в карьере группы, отметив что он сочетает в себе энергию первых двух альбомов и профессионализм двух последних.
Siren получил сертификат золотого диска от Британской ассоциации производителей фонограмм за продажу альбома в 100 000 копий.

## Список композиций
Все песни написаны Брайаном Ферри, за исключением отмеченных.
Сторона 1
1. «Love Is the Drug» (Ферри, Энди Маккей) — 4:11
2. «End of the Line» — 5:14
3. «Sentimental Fool» (Ферри, Маккей) — 6:14
4. «Whirlwind» (Ферри, Фил Манзанера) — 3:38

Сторона 2
1. «She Sells» (Ферри, Эдди Джобсон) — 3:39
2. «Could It Happen to Me?» — 3:39
3. «Both Ends Burning» — 3:36
4. «Nightingale» (Ферри, Манзанера) — 5:16
5. «Just Another High» — 4:11

## Участники записи
Roxy Music
- Брайан Ферри — вокал, клавишные, композитор
- Энди Маккей — саксофон, гобой, композитор
- Пол Томпсон[англ.] — ударные
- Фил Манзанера — гитара, композитор
- Эдди Джобсон — скрипка, синтезаторы, клавишные
- Джон Густавсон — бас-гитара

Технический персонал
- Крис Томас — музыкальный продюсер
- Стив Най — звукорежиссёр
- Росс Каллум — ассистент звукорежиссёра
- Майкл Селлерс — ассистент звукорежиссёра
- Боб Людвиг — звукорежиссёр (1999)

## Чарты
| Чарт (1975/1976)         | Наивысшая позиция |
| ------------------------ | ----------------- |
| Canadian Albums Chart    | 53                |
| Dutch Albums Chart       | 9                 |
| New Zealand Albums Chart | 33                |
| Norwegian Albums Chart   | 15                |
| Swedish Albums Chart     | 8                 |
| UK Albums Chart          | 4                 |

## Сертификации
| Регион                                                      | Сертификация | Продажи  |
| ----------------------------------------------------------- | ------------ | -------- |
| Великобритания (BPI)                                        | Золотой      | 100 000^ |
| ^ Данные о тиражах приведены только на основе сертификации. |              |          |